# Берел
Берел (фр. Bérelles) насеље је и општина у североисточној Француској у региону Север-Па д Кале, у департману Север која припада префектури Авне сир Елп.
По подацима из 2011. године у општини је живело 169 становника, а густина насељености је износила 29,24 становника/km². Општина се простире на површини од 5,78 km². Налази се на средњој надморској висини од 150 метара (максималној 229 m, а минималној 168 m).

## Демографија
| 1962. | 1968. | 1975. | 1982. | 1990. | 1999. | 2011. |
| ----- | ----- | ----- | ----- | ----- | ----- | ----- |
| 123   | 165   | 167   | 144   | 151   | 156   | 169   |

График промене броја становника у току последњих година